# José Ramón Echeverría
José Ramón Echeverría Castro (marzo de 1844-20 de noviembre de 1885) fue un agricultor chileno que se unió al ejército de Chile al estallar la Guerra del Pacífico, formando un batallón cívico a partir de quienes trabajaban y habitaban su fundo en Quillota.
Fue nombrado comandante del batallón cívico “Quillota” y se le otorgó el grado de teniente coronel de Guardias Nacionales. 
Participó en la campaña de Lima, combatiendo en las batallas de Humay (3 de enero de 1881), de Chorrillos (13 de enero de 1881) y de Miraflores (15 de enero de 1881). Murió después de la guerra por una enfermedad contraída en la misma.
- Datos: Q5944911